# One More Light Live
One More Light Live je živé album americké rockové skupiny Linkin Park. Bylo vydáno zbývajícími členy Linkin Park po smrti frontmana Chestera Bennigtona. Album obsahuje živá vystoupení nahraná během turné po Evropě s albem One More Light v roce 2017. Na albu je 16 skladeb, z toho 8 písní z alba One More Light a 8 skladeb z předchozích alb. One More Light Live je prvním albem, které bylo vydáno po Chesterově smrti.

## Pozadí alba
Turné s tímto albem začalo 6. května 2017 na Maximus Festivalu v Buenos Aires v Argentině. Dále vystupovali třikrát na dalších místech Jižní Ameriky, následně vystupovali ve Spojeném království.
Následovala tour po Evropě, která odstartovala ve Francii v červnu roku 2017. V červnu Linkin Park zavítali rovněž do Prahy na Aerodrome Festival, kde odehráli svůj první koncert v České republice po 10 letech. Poslední koncert turné byl v Birminghamu. Následující koncert v Manchesteru musel být zrušen, jelikož Manchester Arena, kde měli vystupovat, byla stále poškozena po teroristickém útoku.
20. července 2017 Chester Bennington spáchal ve svém domě sebevraždu. Skupina proto turné přerušila a následně ukončila.
Nahrávky na albu pocházejí ze 6 různých koncertů tohoto turné. Album bylo vydáno v prosinci 2017.

## Vystupující

### Linkin Park
- Chester Bennington – zpěvák, kytarista v „Battle Symphony“, „Nobody Can Save Me“, a „Sharp Edges“; doprovodný zpěv v „Invisible“
- Rob Bourdon – bubeník
- Brad Delson – kytarista; akustická kytara v „Sharp Edges“, syntetizátor v „Burn It Down“
- Dave „Phoenix“ Farrell – baskytarista, doprovodný zpěv; doprovodný kytarista v „Leave Out All the Rest“
- Joe Hahn – doprovodný zpěv
- Mike Shinoda – zpěvák, doprovodný zpěv a rap; keyboard, elektrická kytara v „Good Goodbye“, „What I've Done“, „In the End“ a „Bleed It Out“

### Další účinkující
- Stormzy – rap v „Good Goodbye“